# Major Blink
Major Blink, anche sottotitolato Berks 2 in copertina, è un videogioco pubblicato nel 1985 per Commodore 16 dalla CRL Group. È uno sparatutto a schermata fissa multidirezionale, secondo titolo della serie di Berks. Uscì tra Berks e Berks 3 ed è l'unico titolo della serie con un protagonista differente e antropomorfo, il maggiore Blink. È molto diverso dal resto della serie anche nel funzionamento, in quanto appartiene al filone dei giochi, anche noti come painter, in cui si deve colorare lo scenario passando su tutti i percorsi (filone iniziato con Amidar).
Oltre trent'anni dopo, l'autore Jon Williams pubblicò conversioni non commerciali di Major Blink per Atari 8-bit (2018) e per Commodore 64 (2020). Nel 2020 un programmatore indipendente ha realizzato una versione specifica per Commodore Plus/4 con alcune migliorie. Sempre nel 2020 Williams ha realizzato una versione migliorata per Atari 5200 e di nuovo per Atari 8-bit.

## Modalità di gioco
Il gioco si svolge in una serie infinita di livelli a schermata fissa, che rappresentano reti di percorsi orizzontali e verticali in numero e disposizione variabili. La sequenza con cui si presentano le forme dei livelli è casuale.
Il giocatore controlla Blink che può camminare nelle quattro direzioni lungo i percorsi e sparare raggi laser doppi, ma non può muoversi e sparare contemporaneamente.
Lo scopo di ogni livello è colorare tutte le aree rettangolari delimitate dai percorsi. Passandoci accanto, Blink colora il bordo delle aree su entrambi i lati del percorso; quando tutto il contorno di un'area è colorato, anche l'interno dell'area si colora, e si vince il punteggio bonus che appare scritto sull'area stessa.
Sullo scenario sono sempre presenti alcuni Droni, robot di forma rombica come quelli del primo Berks, che inseguono lentamente e inesorabilmente Blink e non si possono distruggere, ma solo immobilizzare temporaneamente sparandogli.
Un altro tipo di nemici, esseri umanoidi con occhiali da sole descritti dal manuale come "orsi superfighi daltonici", entrano in gioco un po' alla volta dai passaggi sul bordo superiore dello scenario. Gli orsi camminano verso il basso, fino eventualmente a uscire dal bordo inferiore, e hanno pennelli con cui possono scolorire le aree e annullare gradualmente il lavoro fatto dal giocatore. Gli orsi si possono uccidere con i laser, ma dopo un po' ne arrivano altri. Tuttavia quando Blink si trova nella parte alta dello schermo, identificata come "zona rossa", non possono entrare nuovi orsi.
Si perde una vita se si tocca un Drone o un orso. Gli orsi colpiti non si disintegrano subito, ma lampeggiano per qualche istante, e sebbene si fermino, restano ancora letali finché non spariscono del tutto. Altre vite si possono vincere accumulando il punteggio.
In cima allo schermo è indicato un bonus di punteggio, che si riduce progressivamente col tempo, e si ottiene al completamento del livello. Se il bonus arriva a zero si perde direttamente la partita, indipendentemente dalle vite.
Prima di iniziare la partita si può scegliere tra cinque livelli di difficoltà generale.